# 사무엘 스탠호프 스미스

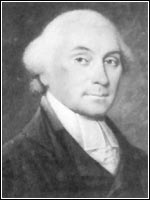
사무엘 스탠호프 스미스

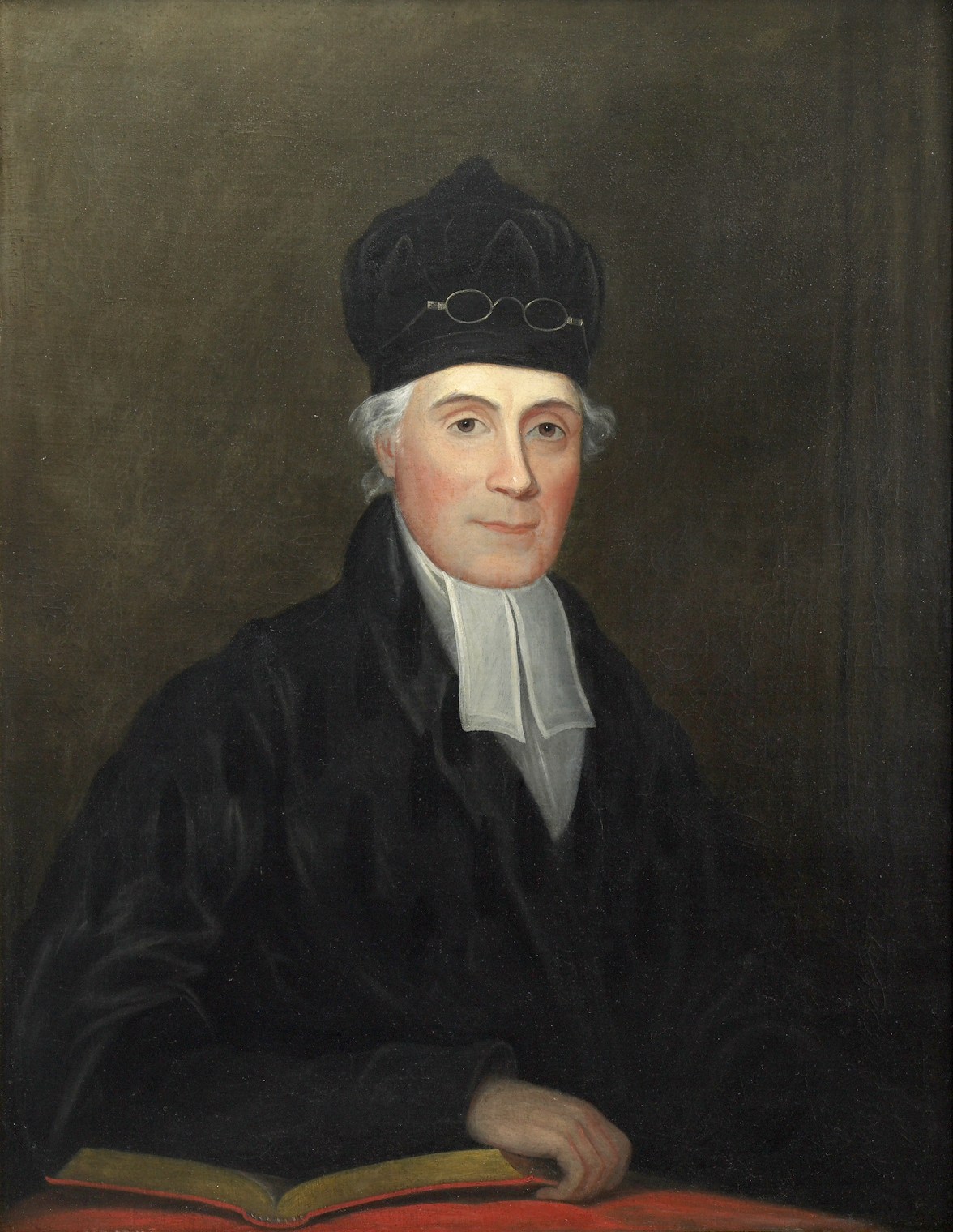
새뮤엘 스탠호프 스미스의 초상화

사무엘 스탠호프 스미스(Samuel Stanhope Smith; 1751년 3월 15일 - 1819년 8월 21일) 은 뉴져지 대학(지금의 프린스턴 대학교)의 7대 총장이다. 제임스 매디슨의 친구였으며 존 위더스푼의 딸과 결혼을 하였다.
1769년에 뉴져지 대학을 졸업하였다. 존 위더스푼 아래서 신학과 철학을 배웠다.
1795년에 존 위더스푼을 이어 뉴져지 대학의 총장이 되었다.
이성과 계시를 화해시키려는 그의 활동으로 인해, 그는 이성주의나 아르미니우스주의자로 비판을 받았다.
미국에서 최초로 스코틀랜드 상식 학파를 체계화하였다.
그는 또한 흑인노예들의 피부가 당시의 환경, 즉, 백인지주를 가졌는가에 대한 여부와, 기후의 영향등에 따라 좌우된다는 것을 통해, 평등한 사회를 강조하였다.

## 개요
프린스턴 대학교의 7대 총장 재임시 그의 엄격한 규율로 인해 학교 내 분규가 있었다. 그는 존 위더스푼의 스코틀랜드 상식 학파를 계승하여 계시와 이성의 조화를 이루려고 노력하였는 데, 칼뱅주의자들로부터 이성주의자 또는 아르미니우스주의자로 공격받았다. 그는 관대한 광교회파로 불렸으며, 아름다운 문학을 추구하였다. 최초로 과학을 커리큘럼에 포함시키므로, 정치, 법률, 과학, 문학등의 일반학문을 가르치기를 시도하였다.
도덕철학은 헌법과 법의 정신을 연구하는 것이다. 특히 그것은 자발적 행동을 할 수 있도록 하며, 의무감을 갖는 것을 쉽게 하고, 직무를 확실히 하는 것과 행동을 자제 하는 것을 귀하게 여기게 할 것이다.

## 최초로 사임한 총장
그는 1807년에 있었던 학생들의 소동 사건으로 뉴져지 대학의 명성을 크게 실추되었고, 그의 명예도 떨어지는 것을 경험하였다. 학생들이 학교를 떠나는 바람에 학생 수가 절반으로 줄었고, 수업료의 감소가 재정 악화로 이어져 교수와 강사의 수도 절반으로 줄었고, 단 2명의 교수만 남게 되었다. 그는 결국 사임하게 되었고, 그의 후임으로 애쉬벨 그린이 임명되었다.

## 토머스 제퍼슨에 대한 평가
스미스는 토머스 제퍼슨이 대통령에 당선되자 '국가적인 망신 또는 천치스러움'으로 당파싸움으로 무정부상태가 될 것을 경고하였다.

## 냇소 홀의 화재
학교내 주요 건물이었던 냇소 홀의 화재 사건(1802년 3월)은 스미스가 국내를 다니며, 기금을 마련하게 되는 계기가 되었다. 1802-1803년 두 해동안 애쉬벨 그린은 임시로 총장직을 맡게 되었다. 그린은 스미스와 달리, 보다 엄격한 교육과 신앙훈련으로 학생들의 규율에 신경을 썼다.

## 일부 다처제에 동의
스미스는 혼외정사나 혼전성관계는 반대하지만, 일부다처제에는 관용을 원했다. 그 이유는 이스라엘이나 팔레스타인, 터키 같은 나라에서의 문화나 풍습에는 그것이 죄가 아니라는 이유였다. 이러한 이유로 애쉬벨 그린과 논쟁이 있었다. 그린은 이사회에서 그를 징계처분하기를 원했고, 결국 스미스의 사임으로 이어졌다.